# Баскетболистка года среди студентов по версии Associated Press
Баскетболистка года среди студентов по версии Associated Press (англ. Associated Press Women's College Basketball Player of the Year) — ежегодная баскетбольная награда, вручаемая по результатам голосования лучшей баскетболистке среди студентов по версии американского информационно-новостного агентства Associated Press (1-й дивизион NCAA). Голосование проводится среди баскетбольных обозревателей Associated Press, свои голоса они подают после окончания регионального турнира плей-офф, но перед стартом финала четырёх, то есть в начале апреля. Трофей был учреждён и впервые вручён Ребекке Лобо из Коннектикутского университета в сезоне 1994/95 годов.
Наряду с такими трофеями как, награда имени Джеймса Нейсмита, приз имени Маргарет Уэйд, награда имени Джона Вудена и баскетболистка года по версии USBWA, является одной из пяти главных премий женской баскетбольной NCAA.
Лишь шесть игроков: Чамик Холдскло, Сеймон Огастус, Кэндис Паркер, Майя Мур, Бриттни Грайнер и Брианна Стюарт выигрывали эту награду по несколько раз, причём Стюарт завоёвывала её три раза. Чаще других обладателями этого трофея становились баскетболистки Коннектикутского университета (11 раз), университета Теннесси (5 раз), а также Бэйлорского университета и университета штата Луизиана (по 2 раза). Действующим победителем в этой номинации является Меган Густафсон из Айовского университета.

## Легенда
| Игрок (X)       | Количество титулов баскетболисток |
| Университет (X) | Количество титулов университетов  |

## Победители
| Сезон   | Игрок               | Фото | Университет                      | Позиция             | Год обучения | Примечания |
| ------- | ------------------- | ---- | -------------------------------- | ------------------- | ------------ | ---------- |
| 1994/95 | Ребекка Лобо        |      | Коннектикутский университет      | Центровая / Форвард | Четвёртый    | [ 1 ]      |
| 1995/96 | Дженнифер Риззотти  |      | Коннектикутский университет (2)  | Защитник            | Четвёртый    | [ 2 ]      |
| 1996/97 | Кара Уолтерс        |      | Коннектикутский университет (3)  | Центровая           | Четвёртый    | [ 3 ]      |
| 1997/98 | Чамик Холдскло      |      | Университет Теннесси             | Форвард             | Третий       | [ 4 ]      |
| 1998/99 | Чамик Холдскло (2)  |      | Университет Теннесси (2)         | Форвард             | Четвёртый    | [ 4 ]      |
| 1999/00 | Тамика Кэтчингс     |      | Университет Теннесси (3)         | Форвард             | Третий       | [ 5 ]      |
| 2000/01 | Рут Райли           |      | Университет Нотр-Дам             | Центровая           | Четвёртый    | [ 6 ]      |
| 2001/02 | Сью Бёрд            |      | Коннектикутский университет (4)  | Защитник            | Четвёртый    | [ 7 ]      |
| 2002/03 | Дайана Таурази      |      | Коннектикутский университет (5)  | Защитник / Форвард  | Третий       | [ 8 ]      |
| 2003/04 | Алана Бирд          |      | Университет Дьюка                | Защитник / Форвард  | Четвёртый    | [ 9 ]      |
| 2004/05 | Сеймон Огастус      |      | Университет штата Луизиана       | Защитник / Форвард  | Третий       | [ 10 ]     |
| 2005/06 | Сеймон Огастус (2)  |      | Университет штата Луизиана (2)   | Защитник / Форвард  | Четвёртый    | [ 11 ]     |
| 2006/07 | Кэндис Паркер       |      | Университет Теннесси (4)         | Форвард / Центровая | Третий       | [ 12 ]     |
| 2007/08 | Кэндис Паркер (2)   |      | Университет Теннесси (5)         | Форвард / Центровая | Четвёртый    | [ 13 ]     |
| 2008/09 | Майя Мур            |      | Коннектикутский университет (6)  | Форвард             | Второй       | [ 14 ]     |
| 2009/10 | Тина Чарльз         |      | Коннектикутский университет (7)  | Центровая           | Четвёртый    | [ 15 ]     |
| 2010/11 | Майя Мур (2)        |      | Коннектикутский университет (8)  | Форвард             | Четвёртый    | [ 16 ]     |
| 2011/12 | Бриттни Грайнер     |      | Бэйлорский университет           | Центровая           | Третий       | [ 17 ]     |
| 2012/13 | Бриттни Грайнер (2) |      | Бэйлорский университет (2)       | Центровая           | Четвёртый    | [ 18 ]     |
| 2013/14 | Брианна Стюарт      |      | Коннектикутский университет (9)  | Форвард / Центровая | Второй       | [ 19 ]     |
| 2014/15 | Брианна Стюарт (2)  |      | Коннектикутский университет (10) | Форвард / Центровая | Третий       | [ 20 ]     |
| 2015/16 | Брианна Стюарт (3)  |      | Коннектикутский университет (11) | Форвард / Центровая | Четвёртый    | [ 21 ]     |
| 2016/17 | Келси Плам          |      | Вашингтонский университет        | Защитник            | Четвёртый    | [ 22 ]     |
| 2017/18 | Эйжа Уилсон         |      | Университет Южной Каролины       | Форвард             | Четвёртый    | [ 23 ]     |
| 2018/19 | Меган Густафсон     |      | Айовский университет             | Форвард             | Четвёртый    | [ 24 ]     |